# Karl Zeileissen
Karl Ritter Zeileissen von Hergetenstein (* 9. November 1895 in Wien; † 13. Oktober 1955 in Schruns) war ein österreichischer und deutscher Diplomat und Konsul im Auswärtigen Dienst.

## Leben
Er stammte aus dem böhmisch-österreichischen Adelsgeschlecht Zeileissen. Seine Eltern waren der Ministerialrat Dr. jur. Karl Ritter von Zeileissen (1862–1930) und Helena Rosina geb. Herget (1867–1947). Sein Großvater Johann Mießl von Zeileissen, Bezirkshauptmann von Karlsbad, erhielt am 26. Juli 1883 vom Kaiser seine Standeserhöhung zum österreichischen Ritter. Von 1914 bis 1921 lernte er an der Konsularakademie. Seinen Kriegsdienst von 1915 bis 1917 beendete er im Rang eines Leutnants der Reserve. Darauf wechselte er in den auswärtigen Dienst, von 1920 bis 1925 als Gesandter in Prag und von 1925 bis 1930 als Gesandter in London. Von 1937 bis 1938 wurde er Mitglied im Kabinett von Außenminister Guido Schmidt. Von 1941 bis 1942 übernahm er die Leitung des deutschen Konsulates in Kreta und von 1942 bis 1943 die Leitung der Konsularsabteilung der deutschen Dienststelle in Athen. Von 1944 bis 1945 arbeitete er im Archiv Kartothek in der Personalabteilung. Nach dem Krieg war er für den österreichischen Auswärtigen Dienst tätig und zuletzt von 1951 bis 1955 Gesandter in Stockholm. Sein Bruder war der österreichische Landschafts- und Porträtmaler Rudolf Zeileissen.